# Stephan Siegenthaler
Stephan Siegenthaler (* 1957 in Biel/Bienne) ist ein Schweizer Unternehmer, Klarinettist und Hochschulrektor.

## Leben
Stephan Siegenthaler studierte Klarinette am Konservatorium Bern bei Kurt Weber und bei Thomas Friedli am Conservatoire de musique de Genève sowie bei Jost Michaels und Hans Klaus an der Nordwestdeutschen Musikhochschule Detmold.
Danach arbeitete er als Musikschullehrer. 1989 wurde er Solo-Klarinettist beim Sinfonie Orchester Biel. Er nahm an Musikfestivals wie dem Lucerne Festival und den Wittener Tagen für neue Kammermusik teil. Siegenthaler arbeitet mit Musikern wie Hiroko Sakagami, Thomas Demenga, Hansheinz Schneeberger, Jürg Wyttenbach, Olivier Darbellay, Heinz Holliger, Kaspar Zehnder, Kolja Lessing, Konstantin Lifschitz, dem Stamic Quartett Prag, dem Leipziger Streichquartett u. v. a. zusammen und spielte Uraufführungen von Werken zahlreicher Komponisten u. a. Jean-Luc Darbellay, Franz Furrer-Münch, Heinz Holliger, Klaus Huber, Kolja Lessing, Albert Moeschinger und Alfred Schweizer. 
Stephan Siegenthaler spielte Erstaufnahmen von klassischen, romantischen und zeitgenössischen Werken (Klarinettenkonzerte und Kammermusik) auf CD ein: Kompositionen von Ferdinand Thieriot, Joseph Purebl, Bernhard Molique, Heinrich Kaminski, Hermann David Koppel, Donald Francis Tovey, Daniel Gregory Mason, Mario Castelnuovo-Tedesco, Carlo Pässler, Ewald Strässer, Heinz Holliger, Hans Huber u. a. m. Stephan Siegenthaler adaptierte zahlreiche Werke für Klarinette und spielte sie auf CD ein, z. B. von W.A. Mozart, J.S. Bach, Antonio Vivaldi, Vincenzo Bellini u. a. m. Er gründete die Konzertreihe klangartconcerts im Museum Franz Gertsch in Burgdorf. Von 2008 bis 2010 war er Rektor der Musikhochschule Luzern.
Stephan Siegenthaler war Mitbegründer des medizintechnischen Unternehmens Obtech Medical AG. Er ist CEO der Implantica Medical Group.

## Stipendien und Preise
- 1980: Preisträger des Kammermusik-Wettbewerbs des Migros-Kulturprozent
- 1982: Stipendium des Migros-Kulturprozent
- 1985: Preisträger des Internationalen Wettbewerbs für Blasinstrumente in Martigny/Schweiz